# Championnat du monde junior de hockey sur glace 1979
Navigation
Canada 1978 Finlande 1980
La troisième édition du championnat du monde junior de hockey sur glace a eu lieu entre le 27 décembre 1978 et le 3 janvier 1979 en Suède pour le groupe A et entre le 5 et 9 mars pour le groupe B en France.

## Déroulement de la compétition
Seize nations participent à ce championnat du monde junior : le groupe A joue sur quasiment le même principe que la saison passée alors que pour les huit équipes du groupe B le format est différent.
Le groupe A conserve le principe de deux poules pour le premier tour et deux poules encore pour le second tour mais à l'issue de la poule de la médaille d'or, le classement est directement établi sans avoir un nouveau match.
Les équipes du groupe B sont classées en deux poules et à la suite du premier tour, les deux équipes classées à la dernière place de chaque poule jouent un match pour la septième place, celles classées troisièmes pour la cinquième place, les seconds pour la troisième place du groupe B alors que les deux équipes finissant en tête de leur poule joueront pour la première place et la montée dans la division supérieure.

## Groupe A
Les matchs du groupe A ont eu lieu en Suède dans les villes de Karlstad et Karlskoga.

### Premier tour
Poule A
|                   | URSS | Tch. | U.S.A. | Nor. |   | V | N | D  | BP | BC |
| ----------------- | ---- | ---- | ------ | ---- | - | - | - | -- | -- | -- |
| 1 URSS            |      | 9–1  | 7–1    | 17–0 | 3 | 0 | 0 | 33 | 1  |    |
| 2 Tchécoslovaquie | 1–9  |      | 3–2    | 6–4  | 2 | 0 | 1 | 10 | 15 |    |
| 3 États-Unis      | 1–7  | 2–3  |        | 7–1  | 1 | 0 | 2 | 10 | 11 |    |
| 4 Norvège         | 0–17 | 4–6  | 1–7    |      | 0 | 0 | 3 | 5  | 30 |    |

Poule B
|                      | Can. | Tch. | U.S.A. | All. |   | V | N | D  | BP | BC |
| -------------------- | ---- | ---- | ------ | ---- | - | - | - | -- | -- | -- |
| 1 Suède              |      | 2–1  | 1–0    | 5–2  | 3 | 0 | 0 | 8  | 3  |    |
| 2 Finlande           | 1–2  |      | 3–1    | 7–1  | 2 | 0 | 1 | 11 | 4  |    |
| 3 Canada             | 0–1  | 1–3  |        | 6–2  | 1 | 0 | 2 | 7  | 5  |    |
| 4 Allemagne fédérale | 2–5  | 1–7  | 2–6    |      | 0 | 0 | 3 | 5  | 18 |    |

### Second tour
Poule de relégation
Les résultats particuliers des matchs du tour précédent sont conservés (notés entre parenthèses ci-dessous).
|                      | Can.  | U.S.A. | All.  | Nor.  |   | V | N | D  | BP | BC |
| -------------------- | ----- | ------ | ----- | ----- | - | - | - | -- | -- | -- |
| 5 Canada             |       | 6–3    | (6–2) | 10–1  | 3 | 0 | 0 | 22 | 6  |    |
| 6 États-Unis         | 3–6   |        | 8–6   | (7–1) | 2 | 0 | 1 | 18 | 13 |    |
| 7 Allemagne fédérale | (2–6) | 6–8    |       | 6–0   | 1 | 0 | 2 | 14 | 14 |    |
| 8 Norvège            | 1–10  | (1–7)  | 0–6   |       | 0 | 0 | 3 | 2  | 23 |    |

Les Norvégiens joueront l'édition suivante dans la seconde division.
Poule de la médaille d'or
|                   | URSS | Tch. | Suè. | Fin. |   | V | N | D  | BP | BC |
| ----------------- | ---- | ---- | ---- | ---- | - | - | - | -- | -- | -- |
| 1 URSS            |      | 2–2  | 7–5  | 4–2  | 2 | 1 | 0 | 13 | 9  |    |
| 2 Tchécoslovaquie | 2–2  |      | 1–1  | 6–5  | 1 | 2 | 0 | 9  | 8  |    |
| 3 Suède           | 5–7  | 1–1  |      | 5–2  | 1 | 1 | 1 | 11 | 10 |    |
| 4 Finlande        | 2–4  | 5–6  | 2–5  |      | 0 | 0 | 3 | 9  | 15 |    |

## Groupe B
Les matchs du groupe B se sont joués à Caen en France.

### Premier tour
Poule A
|            | URSS | Tch. | Suè. | Fin. |   | V | N | D  | BP | BC |
| ---------- | ---- | ---- | ---- | ---- | - | - | - | -- | -- | -- |
| 1 France   |      | 10–5 | 3–1  | 9–2  | 3 | 0 | 0 | 22 | 8  |    |
| 2 Pologne  | 5–10 |      | 9–0  | 23–2 | 2 | 0 | 1 | 37 | 12 |    |
| 3 Autriche | 1–3  | 0–9  |      | 10–3 | 1 | 0 | 2 | 11 | 15 |    |
| 4 Belgique | 2–9  | 2–23 | 3–10 |      | 0 | 0 | 3 | 7  | 42 |    |

Poule B
|            | URSS | Tch. | Suè. | Fin. |   | V | N | D  | BP | BC |
| ---------- | ---- | ---- | ---- | ---- | - | - | - | -- | -- | -- |
| 1 Suisse   |      | 8–2  | 10–4 | 9–1  | 3 | 0 | 0 | 27 | 7  |    |
| 2 Danemark | 2–8  |      | 3–0  | 3–0  | 2 | 0 | 1 | 8  | 8  |    |
| 3 Pays-Bas | 4–10 | 0–3  |      | 7–4  | 1 | 0 | 2 | 11 | 17 |    |
| 4 Italie   | 1–9  | 0–3  | 4–7  |      | 0 | 0 | 3 | 5  | 19 |    |

### Matchs de classement
Tous les matchs de classement ont eu lieu le 9 mars sur la patinoire de Caen.
- Match pour le septième place : Italie  17 – 2 Belgique
- Match pour le cinquième place : Autriche 6 – 5 Pays-Bas
- Match pour le troisième place : Pologne 6 – 5 Danemark (après prolongation)
- Match pour la première place : France 4 – 5 Suisse (après prolongation)

### Classement final groupe B
Les Suisses retournent donc jouer dans le groupe A pour l'édition suivante.

### Sourcces
- (de) Cet article est partiellement ou en totalité issu de l’article de Wikipédia en allemand intitulé « Eishockey-Weltmeisterschaft 1979 » (voir la liste des auteurs).